# Fernando Aznar Ladrón de Guevara
Fernando Aznar Ladrón de Guevara (Saragossa, 1958) és un tinent general, actual inspector general de l'exèrcit de terra espanyol. Va ser nomenat pel Consell de Ministres del 24 de març de 2017.
Pertany a la XXXVI Promoció de l'Acadèmia General Militar i fou ascendit a tinent en 1981. Ha desenvolupat diverses tasques en les unitats de muntanya, arribant al comandament del batalló Pirineus I / 64 del Regiment de Caçadors de Muntanya Galícia 64, i també va ser comandant general a Balears. També ha desenvolupat tasques d'assessorament a l'Estat Major de l'Exèrcit, Estat Major Conjunt de la Defensa i en la Caserna General del Comandament Aliat de l'OTAN per a Operacions (SHAPE en les seves sigles en anglès). També ha estat Cap d'Estudis de l'Acadèmia General Militar i director de l'Acadèmia d'Infanteria de Toledo (2011-2014). Ascendit a general de divisió, fou nomenat Comandant general de Balears en setembre de 2014. Deixà el càrrec quan fou nomenat Inspector General de l'Exèrcit de Terra l'abril de 2017 al Palau de capitania de Barcelona. És casat i té tres filles.